# Стаменкович, Коста
Коста Стаменкович (серб. Коста Стаменковић; 3 октября 1893, Лесковац — 26 марта 1942, Шилово) — югославский рабочий, партизан Народно-освободительной войны Югославии, Народный герой Югославии.

## Биография
Родился 3 октября 1893 в Лесковаце в бедной рабочей семье. Окончил только начальную школу, из-за отсутствия денег не смог продолжить учёбу и устроился работать мельником. В 1926 году потерял левую руку во время работы на мельнице. В молодости Коста вступил в рабочее движение, в 1919 году был принят в Коммунистическую партию Югославии. Участвовал во многочисленных забастовках и акциях протеста, активно работал на юге Сербии, где прикладывал руку к созданию партийных ячеек. Был председателем молодёжного культурно-рабочего общества «Абрашевич», работал в спортивном клубе «Дубочица».
С 1903 по 1934 годы он был членом Лесковацкого районного комитета КПЮ, а затем вошёл и в окружной комитет. Поскольку связь с ЦК КПЮ не была достаточно хорошо налажена, в трудных условиях антикоммунистической пропаганды в Лесковаце деятельность партии часто сворачивалась. Несмотря на это, Коста был популярен среди рабочих, став инициатором многочисленных забастовок (в том числе и крупнейшей забастовки на текстильной фабрике в Лесковаце). На выборах в парламент в ноябре 1938 года Коста баллотировался от Рабоче-крестьянского списка. В середине января 1940 года его арестовали и отправили в концлагерь в Билече, откуда он сбежал и вернулся в Лесковац. Там он стал секретарём окркома. На V Съезде КПЮ он был избран в ЦК.
После начала войны Коста занялся организацией партизанского движения в Лесковаце: в августе он собрал Лесковацкий партизанский отряд на горе Кукавице и вошёл в его штаб. Его стараниями на юге Сербии активизировалось партизанское движение. В марте 1942 года против партизан на юге развернулось сильное наступление, вследствие которого войска вынуждены были отойти к Ябланице. Лесковацкий партизанский отряд Стаменковича оказал сопротивление врагу, но вынужден был отступить.
25 и 26 марта 1942 четники в Поповацком лесу и близ Шилово вступили в бой с партизанскими силами. Большая часть партизан была перебита, и только Коста ещё держался. Когда у него осталось всего две гранаты, дочка Лепосава бросила одну гранату в четников, а вторую подорвала на месте. В результате взрыва погибли Коста, Лепосава и две партизанки Мара и Верица.
Звание Народного героя Коста Стаменкович получил посмертно указом от 4 декабря 1949.